# 昂内斯·亚历克西乌松
昂内斯·亚历克西乌松（瑞典語：Agnes Alexiusson，1996年4月19日—）生于斯德哥尔摩，是一名瑞典女子拳击运动员。她最初练习过舞蹈和手球，8岁时开始接触拳击，当时她的一位朋友手臂受伤，需要找人顶替来参加拳击课程，进入拳击课程不久后，她便留意到自己在这方面的才能。由于她身边很少有女性练习拳击，她大部分时候都是和同样体重级别的男选手练习。2007年，她首次参加比赛，2011年，她首次在国际主要青年赛事中获胜。